# Werner Theunissen

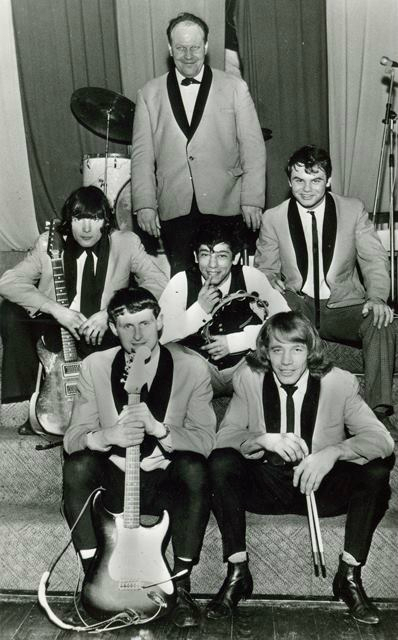
Werner Theunissen (vorne, links) während seiner Zeit bei den The Rocking Apaches, 1964

Werner Theunissen (* 12. Mai 1942 in Heerlen, Niederlande; † 18. Januar 2010 in England) war Musiker, Liederschreiber und Komponist unter anderem für die niederländische Popgruppe Pussycat. Mit seinem Lied Mississippi wurde die Gruppe weltberühmt und es verkaufte sich geschätzt fünf Millionen Male.

## Musikalische Karriere
Werner Theunissen begann seine musikalische Karriere in den frühen 1960er Jahren mit der Band The Rocking Apaches.
Aber erst mit der Heerlener Band The Entertainers, die einen zu dieser Zeit in den Niederlanden populären Mix aus Westernmusik und indonesischer Musik spielte, den sogenannten Indorock, schrieb er seine allererste Single. Nebenher gab er drei jungen Mädchen Gitarrenunterricht, Toni, Marianne und Betty Kowalczyk aus Brunssum, die später als Pussycat zu Weltruhm gelangen sollten. Theunissen machte die Jugendlichen mit der Welt der Popmusik bekannt. Er entdeckte ihr Talent und begann die ersten Songs für sie zu schreiben. Einer hatte den Titel: Bitte, Bitte, Liebe Mich. Sechs Jahre später, 1973, gründete er mit den drei Mädchen, dem Gitarristen Lou Willé (von der Gruppe Ricky Rendall and His Centurions) und dem Schlagzeuger Hans Lutjes (von der Gruppe Scum) die Formation Sweet Reaction. Recht bald hatte die Newcomer-Band ihre ersten Plattenaufnahmen. Titel wie Tell Alain (1971) oder Daddy (1975), die bereits den typischen Pussycat-Sound vorwegnahmen, hatten keinen Erfolg, blieben jedoch Bestandteil des Repertoires der Band auch unter ihrem neuen Namen Pussycat.

## Pussycat

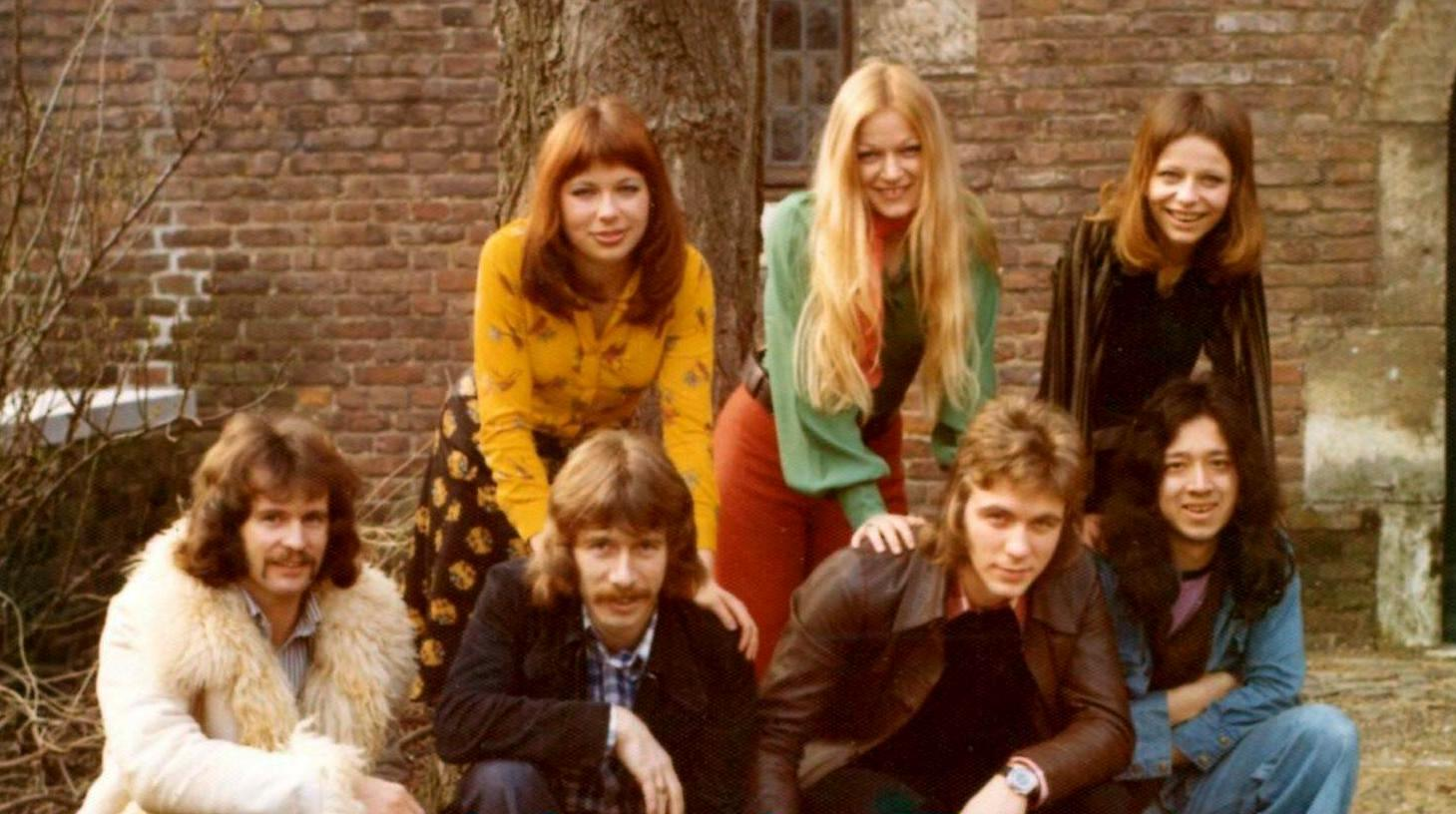
Werner Theunissen (Zweiter von links), mit den Kowalcyk-Schwestern

1975 sandte Theunissen ein Demotape mit drei Liedern zur EMI Bovema, zu jener der Zeit die größte Plattenfirma der Niederlande mit Sitz in Heemstede. Eines davon hieß Mississippi. Theunissen ließ sich bei der Komposition von dem Song Massachusetts inspirieren, mit dem die in den sechziger Jahren sehr erfolgreiche australische Gruppe Bee Gees berühmt wurde. Theunissen hatte es schon 1969 geschrieben, es war aber bis jetzt ungenutzt in der Schublade geblieben. Die EMI Bovema hörte den Song und entschied sich daraufhin einen Vertrag mit der Band zu machen. Eddy Hilberts wurde ihr Produzent und die Band änderte ihren Namen in Pussycat. Weitere Musiker waren nun der Drummer Theo Coumans, der Bassist Theo Wetzels und der Gitarrist John Theunissen (nicht verwandt).

## Der Erfolg vonMississippi
Mississippi war Theunissens erste Single, die unter dem neuen Bandnamen Pussycat veröffentlicht wurde. Sie wurde im Februar 1975 in den EMI Bovema Studios in Heemstede aufgenommen und wenige Monate später veröffentlicht.
Das Lied wurde im Radio oft nachgefragt und auch in einer populären Quizsendung im holländischen Fernsehen vorgestellt. Kurz darauf wurde es ein großer Erfolg in der holländischen Hitparade, erklomm die britische Hitparade und bald auch die Hitparaden der Welt. Allein in Südamerika stand es 129 Wochen in den Charts. Geschätzt fünf Millionen Mal wurde die Single weltweit verkauft.
In den Niederlanden und dem angrenzenden Ausland war Pussycat sehr beliebt und Theunissen schrieb einen Hit nach dem anderen. Während der folgenden zehn Jahre waren es sechs Hit-Alben und 17 Singles: Nach Mississippi schaffte es Georgie (1976) auf den 4. Platz der Hitparade in den Niederlanden und Smile (1976) auf Platz 2. Diese beiden Songs gelangten auch in die britischen und deutschen Charts. Weitere erfolgreiche Lieder waren My Broken Souvenirs (1977), Wet Day in September (1978), Same Old Song (1978), Teenage Queenie (1981), Doin’ La Bamba (1980) und Then the Music Stopped (1981).

## Auszeichnungen

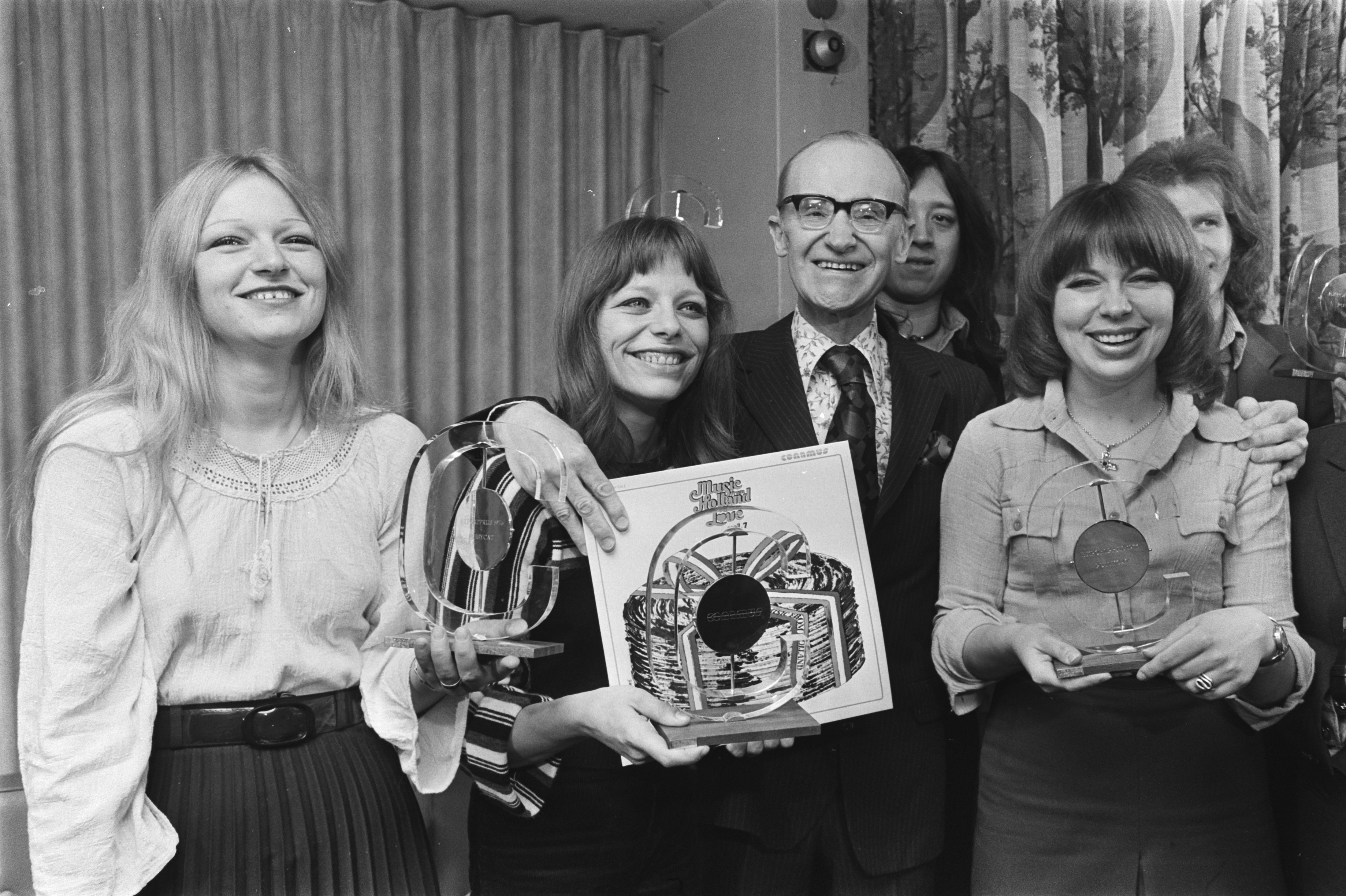
Pussycat erhält 1977 den Conamus Preis

Werner Theunissens komponierte weitere Songs, die den drei Schwestern regelrecht auf den Leib geschrieben waren. Dies führte dazu, dass sie mit Preisen überhäuft wurden. So erhielten sie z. B. den Edison-Preis 1977 (für Souvenirs) oder den Löwen von Radio Luxemburg 1977 (für Mississippi). Für das Erreichen der Spitzenposition der britischen Musikcharts als erste niederländische Band (vier Wochen auf Platz 1) verlieh ihnen die Conamus Foundation den Conamus Award (heute Buma Export Award). Überreicht wurde er vom britischen Botschafter in den Niederlanden, Sir John Barnes, am 5. Januar 1977.
Als sich die Band zum Jahreswechsel 1984/85 auflöste, widmete sich Theunissen anderen Künstlern. So schrieb er für den in den Niederlanden recht bekannten Sänger Henry van Wijmeren den erfolgreichen Hit Lonely Hearts Motel (2008), der sich auch auf dessen Album All About Time befindet.

## Tod
Impressionsⓘ

geschrieben von Theunissen,
 2012 posthum von Toni Willé aufgenommen
 und ihm gewidmet
Werner Theunissen schrieb Lieder bis zu seinem plötzlichen Lebensende.
Am 18. Januar 2010 ereilte ihn in einem englischen Restaurant ein Herzstillstand, an dem er sofort verstarb. Er ist in Brunssum begraben.
Den letzten Song schrieb er für Toni Willé, die frühere Leadsängerin von Pussycat, die als Sängerin eine Solokarriere weiterführt. Das Lied heißt Impressions und wurde im November 2012 als Single unter dem Namen Impressions – Dedicated to Werner Theunissen veröffentlicht.
Der 1962 in Nijmegen geborene Musiker, Songschreiber, Produzent und DJ Werner Theunissen aus Stockholm ist – trotz des Namens und aller beruflichen Ähnlichkeit – nicht mit ihm verwandt.

## The Entertainers – Diskografie
- 1965 Searching / Down Home Girl (Public-Records PR 651)
- 1965 Searching / Down Home Girl (CNR UH 9778)
- 1965 Searching / Down Home Girl (Columbia C 23118) Deutschland
- 1966 It’s You / I’m Sorry Girl (CNR UH 9798)
- 1966 Crazy Miss Daisy / Little Girl (CNR UH 9803)

Quelle

## Sweet Reaction – Diskografie
- Come Back My Dream / Call Me Maria (1970)
- Tell Alain / If It’s Only Love (1971)
- Daddy / Tell Alain (1975)
- Daddy / It’s Long Ago (1977)

Quelle

## Charts (Auswahl)

### Niederländische Charts: Werner Theunissen (Pussycat) Singles
| Titel                             | Eintritt   | Spitzenposition | Laufzeit in Wochen |
| --------------------------------- | ---------- | --------------- | ------------------ |
| Mississippi                       | 22/11/1975 | 1               | 11                 |
| Georgie                           | 21/02/1976 | 1               | 8                  |
| Smile                             | 28/08/1976 | 2               | 9                  |
| My Broken Souvenirs               | 02/04/1977 | 2               | 8                  |
| I’ll Be Your Woman                | 03/09/1977 | 12              | 4                  |
| If You Ever Come to Amsterdam     | 31/12/1977 | 21              | 3                  |
| Wet Day in September              | 05/08/1978 | 8               | 10                 |
| Hey Joe                           | 06/01/1979 | 17              | 7                  |
| Daddy                             | 08/09/1979 | 13              | 7                  |
| Let Freedom Range                 | 08/12/1979 | 38              | 5                  |
| Doin’ La Bamba                    | 02/08/1980 | 4               | 8                  |
| Then the Music Stopped            | 25/04/1981 | 10              | 11                 |
| Une chambre pour la nuit          | 01/08/1981 | 16              | 7                  |
| Teenage Queenie                   | 14/11/1981 | 33              | 5                  |
| De zomerzon (Koos Alberts & Yvon) | 17/08/1996 | 25              | 5                  |

### Schweizer Charts: Werner Theunissen (Pussycat) Singles
| Titel               | Eintritt   | Spitzenposition | Laufzeit in Wochen |
| ------------------- | ---------- | --------------- | ------------------ |
| Mississippi         | 5/03/1976  | 1               | 23                 |
| Georgie             | 21/05/1976 | 2               | 16                 |
| Smile               | 1/10/1976  | 12              | 8                  |
| My Broken Souvenirs | 13/04/1977 | 7               | 8                  |

### Österreichische Charts: Werner Theunissen (Pussycat) Singles
| Titel               | Eintritt   | Spitzenposition | Laufzeit in Wochen |
| ------------------- | ---------- | --------------- | ------------------ |
| Mississippi         | 15/04/1976 | 4               | 32                 |
| Georgie             | 15/07/1976 | 2               | 28                 |
| Smile               | 15/11/1976 | 10              | 16                 |
| My Broken Souvenirs | 15/06/1977 | 12              | 8                  |